# SIKART
SIKART is een online biografisch woordenboek en database over beeldende kunst in Zwitserland en Liechtenstein dat wordt bijgehouden en gepubliceerd door het Swiss Institute for Art Research (SIAR). Het is een online uitbreiding van het Lexikon zur Kunst in der Schweiz (Biografisch Lexicon van Zwitserse kunst) van SIAR dat in 1998 werd gepubliceerd. Dit lexicon bevatte 12.000 korte artikelen en ongeveer 1100 uitgebreide biografieën. De website SIKART werd in 2006 gelanceerd, een vernieuwde versie van de website kwam in 2021 online.

## Kunstenaars
De database bevat informatie over zowel historische als hedendaagse kunstenaars. Kunstenaars kunnen in de database worden opgenomen als zij:
- Hoofdzakelijk actief zijn of waren op het gebied van beeldende kunst
- Autonome werken hebben geproduceerd
- Regelmatig individuele en groepstentoonstellingen houden of hebben gehouden in professioneel beheerde kunstinstellingen of deelnamen aan erkende kunstfestivals
- Het Zwitserse of Liechtensteinse staatsburgerschap hebben of bezaten, of als zij lange tijd werkzaam zijn geweest in één of beide landen

De kunstenaars die opgenomen zijn, zijn of waren actief in onder meer de schilderkunst, beeldhouwkunst, prentkunst, tekenen, performancekunst, installatiekunst en fotografie.
De website bevat informatie over kunstenaars, kunstwerken, tentoonstellingen, literatuur en onderscheidingen.

## Organisatie
Het hoofdkantoor bevindt zich in Zurich, Zwitserland in Villa Bleuler. Het Swiss Institute for Art Research is een non-profit organisatie en wordt gefinancierd door de Zwitserse staat, het kanton en de stad Zurich en enkele andere kantons. Het instituut heeft een Franstalige dependance in de Universiteit van Lausanne en een Italiaanstalige dependance in het Museo Vincenzo Vela in Ligornetto dat sinds 2020 behoort bij het Museo d’arte della Svizzera italiana.